# Kopernik (film)
Kopernik – polsko-enerdowski film biograficzny z 1972 roku powstały z okazji jubileuszu pięćsetlecia urodzin astronoma Mikołaja Kopernika. Premiera filmu odbyła się 14 lutego 1973 roku.
Film powstał we dwóch wytwórniach filmowych: polskiej Wytwórni Filmów Fabularnych w Łodzi oraz we wschodnioniemieckiej wytwórni DEFA. Zdjęcia powstały w Malborku i w zamku w Lidzbarku Warmińskim. Reżyserami filmu byli Ewa i Czesław Petelski. Scenariusz napisali Jerzy Broszkiewicz i Zdzisław Skowroński. Muzykę skomponował Jerzy Maksymiuk. Zdjęcia do filmu kręcił Stefan Matyjaszkiewicz. Autorem scenografii był Jerzy Skrzepiński, kostiumy stworzyli Marian Kołodziej i Lech Zahorski. Za montaż odpowiadała Felicja Rogowska.
Niemal równocześnie z wersją kinową filmu powstała wersja telewizyjna w postaci trzy-odcinkowego serialu telewizyjnego pod tym samym tytułem.
Główną rolę w filmie zagrał Andrzej Kopiczyński. Swoją rolę wspominał niechętnie. Przyznał, że zadaniem karkołomnym jest zagranie postaci, przedstawianej jako osobę świętą. Bezskutecznie próbował przekonać twórców filmu, by Kopernik był człowiekiem z krwi i kości, mającym również swoje wady.
Film nie spotkał się z przychylnymi recenzjami. Negatywną recenzję wystawił m.in. Zygmunt Kałużyński w Polityce.

## Główne role
Źródło: Filmpolski.pl
- Andrzej Kopiczyński – Mikołaj Kopernik
- Barbara Wrzesińska – Anna Schilling, kuzynka i gospodyni Kopernika
- Czesław Wołłejko – Łukasz Watzenrode, biskup warmiński, wuj Kopernika
- Andrzej Antkowiak – Andrzej Kopernik, brat Mikołaja
- Klaus-Peter Thiele – Jerzy Joachim Retyk, uczeń Kopernika
- Henryk Boukołowski – kardynał Ippolito d’Este, brat księcia Ferrary
- Hannjo Hasse – wydawca Ossiander
- Henryk Borowski – Tiedemann Giese, biskup chełmiński